# 肩斑深鰕虎
肩斑深鰕虎（学名：Bathygobius cyclopterus），又名圓鰭深鰕虎魚，为鰕虎科深鰕虎魚屬下的一个种。